# Феррейра-Гомис
Феррейра-Гомис (порт. Ferreira Gomes) — муниципалитет в Бразилии, входит в штат Амапа. Составная часть мезорегиона Юг штата Амапа. Входит в экономико-статистический микрорегион Макапа. Население составляет 5802 человека на 2010 год. Занимает площадь 4973,852 км². Плотность населения — 1,17 чел./км².

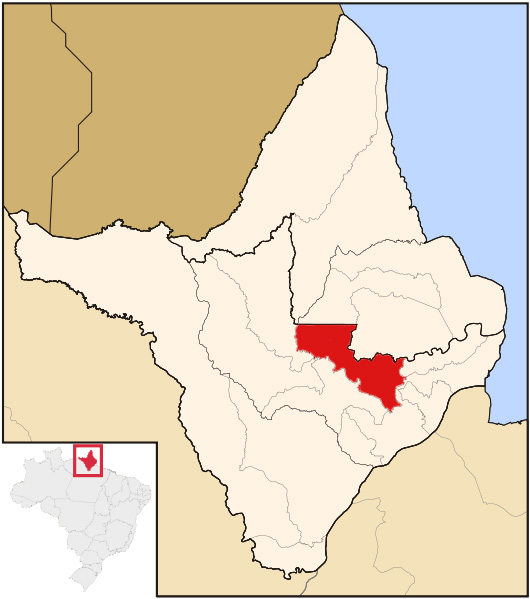
Феррейра-Гомис на карте штата.

## История
Город основан 17 декабря 1987 года.

## Границы
Муниципалитет Феррейра-Гомис граничит:
- на севере —  муниципалитет Пракууба
- на северо-востоке —  муниципалитет Тартаругалзинью
- на востоке —  муниципалитеты Кутиас, Макапа
- на юге —  муниципалитет Порту-Гранди
- на юго-западе —  муниципалитет Педра-Бранка-ду-Амапари
- на западе —  муниципалитет Серра-ду-Навиу

## Демография
Согласно сведениям, собранным в ходе переписи 2010 г. Национальным институтом географии и статистики (IBGE), население муниципалитета Феррейра-Гомис составляет
| Полное население                               | Полное население                               | Полное население                               | Полное население                               | 5802  |
| ---------------------------------------------- | ---------------------------------------------- | ---------------------------------------------- | ---------------------------------------------- | ----- |
| в том числе                                    | Городское население                            | 4175                                           | Процент городского населения, %                | 71,96 |
|                                                | Сельское население                             | 1627                                           | Процент сельского населения, %                 | 28,04 |
|                                                | Мужское население                              | 3046                                           | Процент мужского населения, %                  | 52,50 |
|                                                | Женское население                              | 2756                                           | Процент женского населения, %                  | 47,50 |
| Плотность населения, чел/км²                   | Плотность населения, чел/км²                   | Плотность населения, чел/км²                   | Плотность населения, чел/км²                   | 1,17  |
| Население муниципалитета в % к населению штата | Население муниципалитета в % к населению штата | Население муниципалитета в % к населению штата | Население муниципалитета в % к населению штата | 0,87  |

По данным оценки 2015 года, население муниципалитета составляет 6901 житель.

## Важнейшие населенные пункты
| № | Населённый пункт | Населённый пункт (порт.) | Категория | Население чел. (2010) (место среди н.п. штата) | На карте                       |
| - | ---------------- | ------------------------ | --------- | ---------------------------------------------- | ------------------------------ |
| 1 | Ферейра-Гомис    | Ferreira Gomes           | город     | 4175 (13)                                      | 0°51′29″ с. ш. 51°10′48″ з. д. |
| 2 | Паредан          | Paredão                  | поселок   | 419 (47)                                       | 0°53′28″ с. ш. 51°15′13″ з. д. |

## Статистика
- Индекс развития человеческого потенциала составляет 0,720 (данные: Программа развития ООН).

## География
Климат местности: тропический гумидный.